# Sooperdooperlooper
Sooperdooperlooper sont des montagnes russes en métal du parc Hersheypark, situé à Hershey, en Pennsylvanie, aux États-Unis. Ce sont les premières montagnes russes avec un looping de la côte Est des États-Unis.

## Éléments
- Un looping vertical d'une hauteur de 17,4 mètres
- Un tunnel long de 45,7 mètres

## Trains
Sooperdooperlooper a deux trains de six wagons. Les passagers sont placés à deux sur deux rangs pour un total de vingt-quatre passagers par train.